# Europeiska unionens tullunion

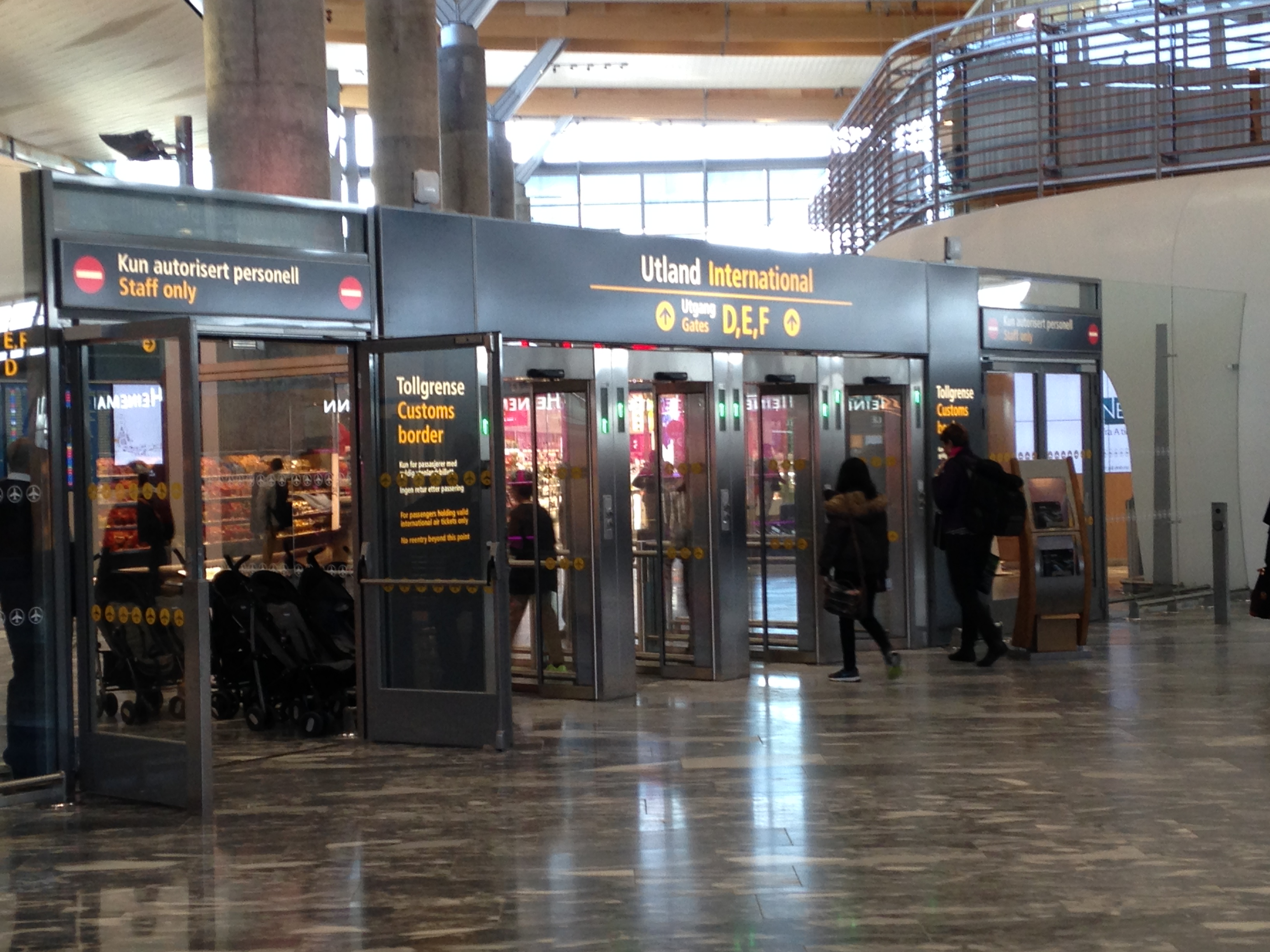
Tullkontroll vid Oslo flygplats, som inte omfattas av tullunionen eftersom Norge inte är en del av EU.

Europeiska unionens tullunion är sedan den 1 juli 1968 en tullunion som omfattar Europeiska unionens medlemsstater samt vissa associerade territorier. Inom tullunionen är tullavgifter borttagna för handel med varor, vilket utgör en hörnsten i den fria rörligheten för varor. Samtidigt har unionen en gemensam handelspolitik gentemot tredjeländer med enhetliga tullavgifter. Unionen är också representerad av Europeiska kommissionen inom Världshandelsorganisationen (WTO).
Tullunionens grund lades 1958 genom fördraget om upprättandet av Europeiska ekonomiska gemenskapen, men fulländades först tio år senare, 1968. Den har allt sedan dess utgjort kärnan i det europeiska samarbete som idag utgör Europeiska unionen. Den utgör också grunden för den inre marknaden, som inrättades den 1 januari 1993. I maj 2023 föreslog Europeiska kommissionen en reform av tullunionen genom bland annat inrättandet av ett elektroniskt system för tullformaliteter och upprättandet av en europeisk tullmyndighet. Förslaget måste godkännas av Europaparlamentet och Europeiska unionens råd innan det träder i kraft.